# Desecación
Una desecación en suelos es el proceso de formación de grietas poligonales en el suelo compacto al perder el agua y la humedad en períodos de sequía.
Los sedimentos ricos en arcilla son cohesivos y las partículas individuales tienden a adherirse entre sí a medida que el sedimento se seca. A medida que se pierde agua, el volumen se reduce y los grupos de minerales arcillosos se separan y desarrollan grietas en la superficie. En condiciones subaéreas se desarrolla un patrón poligonal de grietas cuando el sedimento fangoso se seca por completo, a esto se le llama “marcas o grietas de desecación”.
Las grietas de desecación afectan mayormente a los terrenos arcillosos. La contracción de estos suelos puede dar lugar a la formación de grietas de hasta 4 cm de anchura y más de 1 m de profundidad. La acción profunda de los cambios de temperatura y otros agentes atmosféricos, pueden ser entonces la causa de deslaves ulteriores. También representan un papel en la formación de suelos poligonales y en los fenómenos de reptación.
Las marcas de desecación se producen en estuarios, lagunas, llanuras de marea, llanuras aluviales de ríos, lagos de playa y otros entornos donde los sedimentos fangosos quedan expuestos de forma intermitente y se dejan secar. Pueden estar asociados con huellas de gotas de lluvia o granizo, huellas de burbujas y de espuma, marcas onduladas de superficie plana y huellas de vertebrados (Plummer and Gostin, 1981). En sedimentos modernos, las marcas de desecación  son fracturas en forma de V que se estrechan hacia abajo y muestran un patrón poligonal. El área entre las grietas suele estar curvada hacia arriba en forma cóncava, estas fisuras de lodo se forman tanto en lodos siliciclásticos como en lodos carbonatados debido a la desecación extrema (Nichols, 1999).

## Importancia paleoambiental
La importancia paleoambiental de las marcas de desecación radica en su capacidad para proporcionar información valiosa sobre las condiciones ambientales pasadas.  En rocas sedimentarias antiguas, las marcas de desecación comúnmente se conservan en la parte superior de las superficies del lecho como rellenos de relieve positivo de las grietas originales (Boggs, 2014). Aquí hay algunas formas en las que las grietas de desecación son importantes desde una perspectiva paleoambiental:
Indicadores de clima: Las grietas pueden ser indicadores sensibles de cambios en el clima. Por ejemplo, la presencia en depósitos sedimentarios puede sugerir períodos de sequía prolongada o condiciones de aridez en el pasado. La distribución y el tamaño de las grietas de desecación también pueden proporcionar información sobre la intensidad y la duración de los períodos secos. (Cevallos-Ferriz, S. R. S., & Reiners, P. W, 1984)
Regímenes hidrológicos pasados: La formación de grietas de desecación está estrechamente relacionada con los cambios en el contenido de agua en el suelo o los sedimentos. Por lo tanto, su presencia puede indicar fluctuaciones en los regímenes hidrológicos pasados, como episodios de inundación seguidos de períodos de sequía. (Middleton, G. V, 1967)
Estabilidad del suelo y los sedimentos: Las grietas de desecación pueden reflejar la estabilidad del suelo o los sedimentos en un momento dado. La presencia de mud cracks puede indicar condiciones de suelo seco y agrietado, lo que sugiere la exposición prolongada a la atmósfera sin actividad fluvial significativa. Por el contrario, la ausencia de grietas en ciertos depósitos puede indicar condiciones de suelo saturado o cubierta por agua. (Allen, P. A, 1984)
Cambios en los niveles de agua: Las grietas de desecación en ciertos ambientes sedimentarios pueden indicar cambios en los niveles de agua. Por ejemplo, las que se forman en depósitos lacustres pueden sugerir fluctuaciones en el nivel del agua del lago, con períodos de descenso que resultan en la exposición de los sedimentos al aire y la formación de estas estructuras. (Olsen, P. E., & Kent, D. V, 1979)